# 디옥시아데노신 삼인산
디옥시아데노신 삼인산(영어: deoxyadenosine triphosphate, dATP)은 세포에서 DNA 합성(또는 DNA 복제)을 위해 DNA 중합효소의 기질로 사용되는 뉴클레오타이드이다. 연구 결과에 따르면 dATP가 세포의 생존 능력을 유지하기 위해 에너지 전달 분자로 작용할 수 있다고 제안되었다.

## 같이 보기
- 뉴클레오타이드
- 디옥시아데노신
- 디옥시아데노신 일인산 (dAMP)
- 디옥시아데노신 이인산 (dADP)
- 아데노신 삼인산 (ATP)